# ولایت خودمختار شیانگشی توجیا و میائو
ولایت خودمختار شیانگشی توجیا و میائو (به انگلیسی: Xiangxi Tujia and Miao Autonomous Prefecture) یک ولایت خودمختار در چین است که در هونان واقع شده‌است. ولایت خودمختار شیانگشی توجیا و میائو ۱۵٬۴۸۶ کیلومتر مربع مساحت و ۳٬۶۵۰٬۰۰۰ نفر جمعیت دارد.